# 히노 도미코
히노 도미코(일본어: 日野富子, 1440년(에이쿄 12년) - 1496년 6월 30일(메이오 5년 5월 20일))는 무로마치 시대(室町時代) 말기에서 센고쿠 시대(戦国時代) 초기의 인물로, 무로마치 막부 8대 쇼군인 아시카가 요시마사(足利義政)의 정실이다. 9대 쇼군 아시카가 요시히사(足利義尚)의 생모로, 종1위이다.

## 생애

### 초기
교토 야마시로국(山城国)에서 출생하였다. 아버지는 구로우도(蔵人)이자 우쇼벤(右少弁)이며 후일 내대신(内大臣)으로 추증된 히노 시게마사(日野重政), 어머니는 종3위(従三位)인 기타코지 나에코(北小路苗子)이다. 명문 후지와라 북가(藤原北家)의 분가 중 하나인 히노가는 아시카가 쇼군가의 인척 가문이자 정실을 배출하던 가문으로, 후일 도미코의 부군이 되는 아시카가 요시마사의 생모 히노 시게코(日野重子) 역시 히노가 출신이자 도미코의 대고모였다.
1455년(고쇼 원년) 8월 27일 16세 때 아시카가 요시마사와 정식으로 혼인하여 그의 정실이 되었고, 이후 1459년(조로쿠 3년) 아들을 낳았다. 그러나 아들이 태어나자마자 사망하자 이를 아시카가 요시마사의 유모 이마마이리노 쓰보네(今参局)의 저주라고 하여 이마마이리노 쓰보네를 비와호 오키 섬으로 추방하였고, 더불어 아시카가 요시마사의 측실 네 명을 연달아 축출하면서 가문 내에서 실권을 잡았다. 이마마이리노 쓰보네는 귀양가던 도중 할복하였다.

### 오닌의 난
1462년(간쇼 3년), 1463년(간쇼 4년) 연달아 딸을 낳았으나 아들을 낳지 못하였다. 자신에게 아들이 더 이상 태어나지 못할 것이라고 생각한 아시카가 요시마사는 이듬해인 1464년, 출가하여 불문에 귀의한 상태였던 동생 아시카가 요시미(足利義視)에게 후계자 지위를 약속하며 환속시키고 중신 호소카와 가쓰모토(細川勝元)를 그 후견으로 삼았다. 그러나 다음해 1465년 아들 아시카가 요시히사를 낳은 도미코는 아시카가 요시마사의 결정에 반발하여 아들을 다음 대 쇼군으로 올리기 위해 아시카가 요시히사의 후견 야마나 소젠(山名宗全)과 손을 잡고 아시카가 요시미 및 이미 요시미와 손을 잡고 있던 친정 히노씨와 대립하였다.

## 같이 보기
- 마르그리트 당주 공녀 - 동시대의 영국 왕비